# Fernando Morel
Fernando Morel (* 1. Juli 1958 in Buenos Aires) ist ein ehemaliger argentinischer Rugbyspieler. Er nahm 1987 mit der argentinischen Rugby-Union-Nationalmannschaft an der Rugby-Union-Weltmeisterschaft teil.